# Mistrzostwa Polski w Łyżwiarstwie Szybkim na Dystansach 1994
8. Mistrzostwa Polski w Łyżwiarstwie Szybkim na Dystansach 1994 odbyły się w dniach 20-22 grudnia 1993 roku na torze Pilica w Tomaszowie Mazowieckim.

## Kobiety
| Konkurencja: | 1. miejsce                                      | Rezultat | 2. miejsce                                   | Rezultat | 3. miejsce                                   | Rezultat |
| 500 m        | Ewa Borkowska-Wasilewska Orzeł Elbrewery Elbląg | 44,06    | Iwona Żarczyńska Pilica Tomaszów Mazowiecki  | 45,32    | Aneta Rękas Orzeł Elbrewery Elbląg           | 45,63    |
| 1000 m       | Ewa Borkowska-Wasilewska Orzeł Elbrewery Elbląg | 1:27,36  | Aneta Rękas Orzeł Elbrewery Elbląg           | 1:31,36  | Agnieszka Magiera Pilica Tomaszów Mazowiecki | 1:32,47  |
| 1500 m       | Ewa Borkowska-Wasilewska Orzeł Elbrewery Elbląg | 2:16,60  | Aneta Rękas Orzeł Elbrewery Elbląg           | 2:22,10  | Agnieszka Magiera Pilica Tomaszów Mazowiecki | 2:22,20  |
| 3000 m       | Ewa Borkowska-Wasilewska Orzeł Elbrewery Elbląg | 4:49,30  | Agnieszka Magiera Pilica Tomaszów Mazowiecki | 4:56,80  | Maja Ufel Orzeł Elbrewery Elbląg             | 4:57,50  |
| 5000 m       | Ewa Borkowska-Wasilewska Orzeł Elbrewery Elbląg | 8:43,10  | Maja Ufel Orzeł Elbrewery Elbląg             | 8:51,10  | Aneta Rękas Orzeł Elbrewery Elbląg           | 8:55,00  |

## Mężczyźni
| Konkurencja: | 1. miejsce                         | Rezultat | 2. miejsce                             | Rezultat | 3. miejsce                             | Rezultat |
| 500 m'       | Tomasz Jankowski Marymont Warszawa | 39,63    | Tomasz Świst Podhale Nowy Targ         | 39,95    | Paweł Zygmunt SNPTT Zakopane           | 40,05    |
| 1000 m       | Paweł Zygmunt SNPTT Zakopane       | 1:18,84  | Paweł Jaroszek Pionki                  | 1:19,06  | Artur Szafrański Orzeł Elbrewey Elbląg | 1:19,43  |
| 1500 m       | Paweł Zygmunt SNPTT Zakopane       | 2:01,93  | Paweł Jaroszek Pionki                  | 2:02,13  | Artur Szafrański Orzeł Elbrewey Elbląg | 2:02,89  |
| 5000 m       | Jaromir Radke Pilica Tomaszów      | 7:07,00  | Artur Szafrański Orzeł Elbrewey Elbląg | 7:18,40  | Paweł Zygmunt SNPTT Zakopane           | 7:19,50  |
| 10 000 m     | Jaromir Radke Pilica Tomaszów      | 15:34,80 | Paweł Zygmunt SNPTT Zakopane           | 15:46,50 | Artur Szafrański Orzeł Elbrewey Elbląg | 16:05,00 |